# Сафроновська (Виноградовський район)
Сафроновська (рос. Сафроновская) — присілок в Виноградовському районі Архангельської області Російської Федерації.
Населення становить 5 осіб. Органом місцевого самоврядування до 2021 року було Осиновське муніципальне утворення.

## Історія
Від 1937 року належить до Архангельської області.
Від 2004 року належить до муніципального утворення Осиновське муніципальне утворення.

## Населення
| 2002 | 2010 | 2012 |
| ---- | ---- | ---- |
| 12   | ↘4   | ↗5   |